# Tetrabromoetileno
Tetrabromoetileno é um derivado bromado do etileno. Pode ser produzido por oxibromação do butano com oxigênio livre e bromo.